# Holden
För andra betydelser, se Holden (olika betydelser).
Holden är ett numera nedlagt australiskt bilmärke ägt av General Motors. Holdens sortiment består mestadels av Chevrolet-bilar försedda med Holden-märken. Det handlar framförallt om Holden-versioner av Chevrolet Cruze, Chevrolet Captiva och Chevrolet Aveo. Den 20 oktober 2017 upphörde tillverkningen av Holden i Australien i och med stängningen av fabriken i Elizabeth, South Australia. Varumärket lever kvar i Australien och Nya Zeeland med importerade bilar, men den 17 februari 2020 meddelade General Motors att man kommer att lägga ned Holden och lämna världsdelen den 1 januari 2021.
Holden tävlar tillsammans med Ford, Volvo, Nissan och Mercedes i V8 Supercars.

## Historik
År 1852 utvandrade James Alexander Holden från Walsall i England till South Australia och grundade sadelmakeriet J.A. Holden & Co. i Adelaide 1856. 1905 engagerade sig barnbarnet Edward Holden i företaget och började intressera sig för bilar. 1908 började bolaget att utföra reparationer av stoppning för bilar och 1913 började bolaget att tillverka sidovagnar för motorcykelsidovagnar. Holdens historia som karosseritillverkare tog fart när bolaget Holden's Motor Body Builders Ltd bildades och började importera chassier från främst Chevrolet. Holden byggde sedan karosser på chassierna. 1924 blev bolaget ensam leverantör av karosser till GM i Australien. 1926 grundades General Motors (Australia) med monteringsfabriker i Newstead, Marrickville, Melbourne, Birkenhead och Cottesloe. Holden köptes upp av GM 1931 och slogs samman med GM:s australiensiska dotterbolag och bildade General Motors-Holden's Ltd. (GM-H).

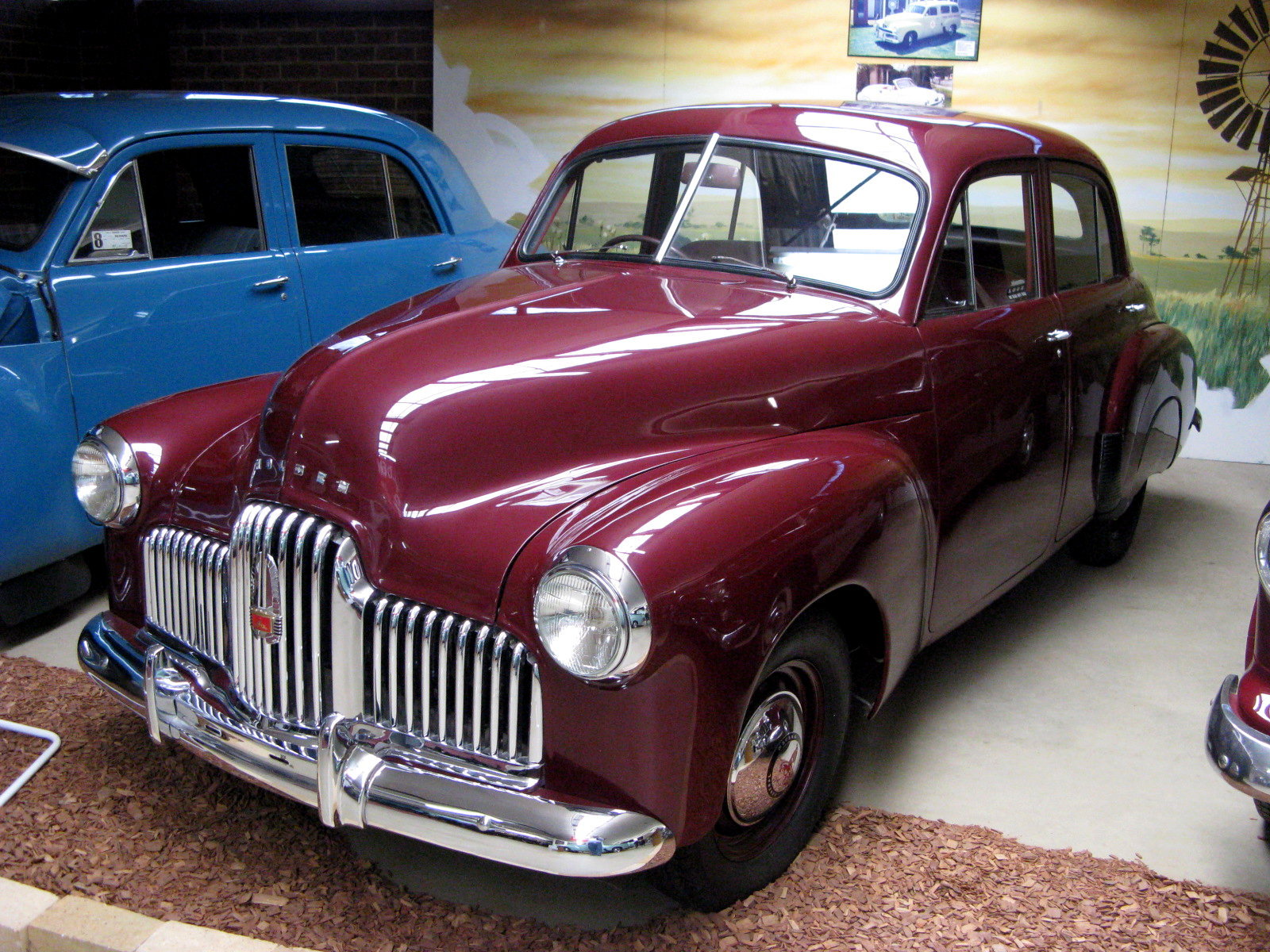
Holden 48-215

År 1936 stod fabriken i Fishermans Bend i Port Melbourne klar och 1939 följde byggandet av en ny fabrik i Pagewood. Andra världskriget försenade planerna på bilproduktion. Efter kriget engagerade sig den australiensiska staten i tanken på en australiensisk bil och fordonsindustrin och gick in med subventioner. Fords föreslagna bilmodell var favoriserad men Holdens förslag krävde mindre subventioner. Samtidigt började Holden åter tillverka karosser efter kriget för Buick, Chevrolet, Pontiac och Vauxhall. Den 29 november 1948 presenterades ”Australiens egen bil” Holden 48-215. Holden 48-215 var en modern bil, med självbärande kaross, individuell framhjulsupphängning och hydrauliska bromsar. Den sexcylindriga motorn var en mindre version av Chevrolets klassiska sexa, med toppventiler och fyrlagrad vevaxel. Andra förslag på namn på bilmärket var GeM, Austral, Melba, Woomerah, Boomerang, Emu och Canbra. Under 1950-talet dominerade märket Australiens bilmarknad och GM gjorde omfattande investeringar när efterfrågan på personbilar ökade kraftigt. I slutet av 1950-talet började bolaget exportera till Indonesien, Hongkong, Singapore, Fiji, Sudan, Östafrika och Sydafrika. 1956 fick Holden-bilarna en ny, modern kaross och motorn modifierades för högre effekt. Modellutbudet utökades med en kombi-version.

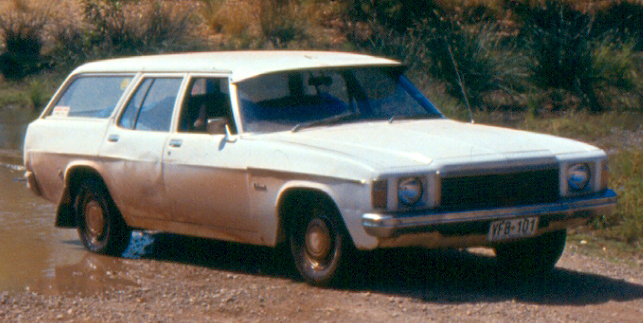
Holden Belmont

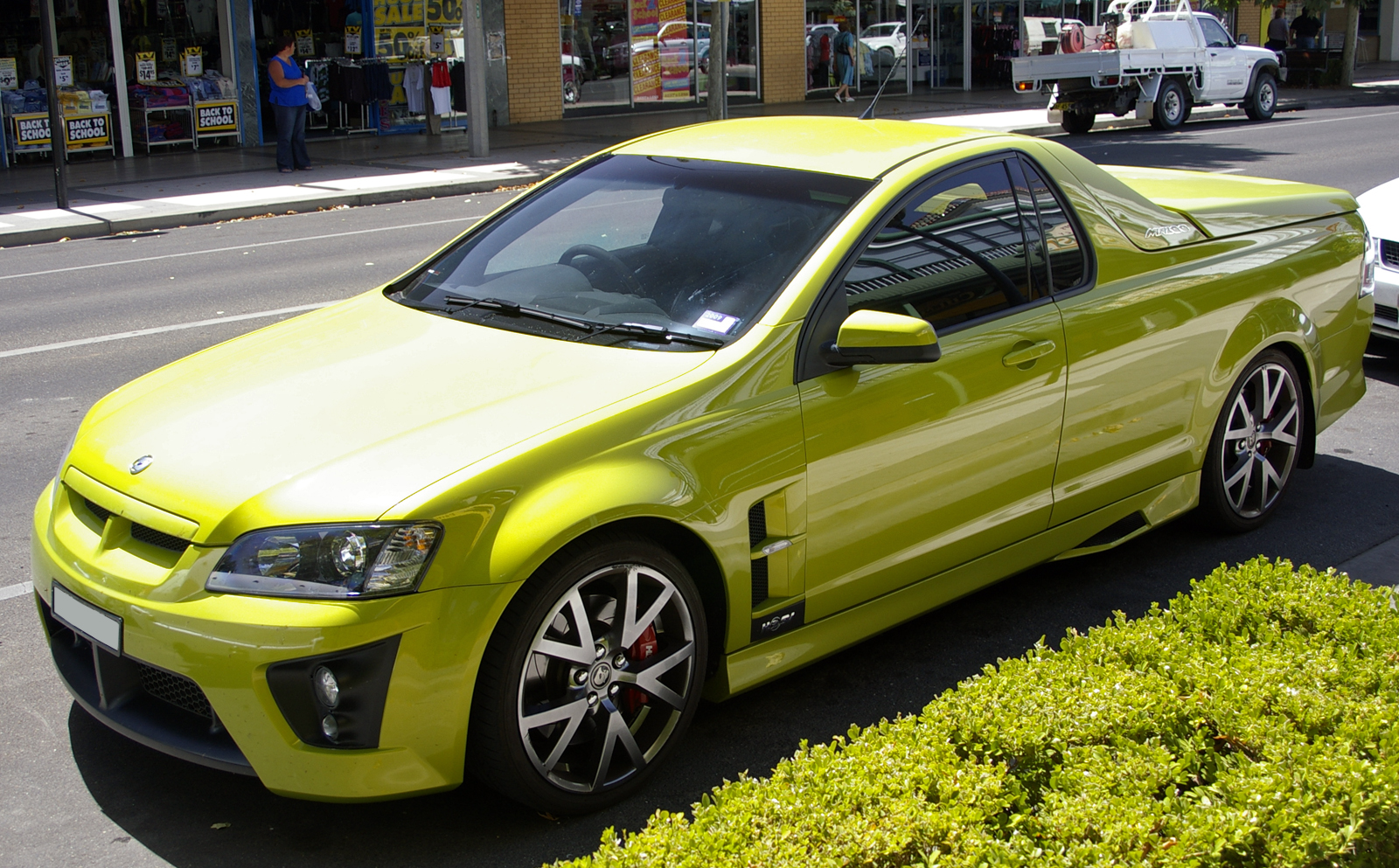
Holden HSV Maloo R8 årsmodell 2007

Holden hade planerat att avlösa Kingswood-modellen med en egen konstruktion, men den ekonomiska situationen efter oljekrisen 1973 gjorde att företaget fick Opel som samarbetspartner inom GM-familjen. Under samma period sammanfördes Vauxhalls produktion med Opels i Europa. 1975 lanserades Gemini, en australisk version av Opel Kadett, som utvecklades tillsammans med Isuzu. Modellen blev en storsäljare. 1978 lanserades Holdens mest sålda modell Commodore, som baserades på Opel Rekord med Opel Commodores front. Modellen skiljde sig också från Opel-modellerna genom större motorer från Holden. Under 1970-talet började också Holdens nyttofordon att baseras på Izuzus modeller och inte som tidigare Bedford.
På 1990-talet tog Australiens regering bort de skyddstullar som funnits sedan decennier och skyddat Holden från utländsk konkurrens. Holdens marknadsandel sjönk och 2003 förlorade märket förstaplatsen till Toyota gällande antalet sålda bilar i Australien. Holden började nu gå med förlust och minskade antalet anställda. 
Holden hade kvar produktion av större bakhjulsdrivna bilar, bland annat Holden Commodore och Holden Caprice. Den 20 oktober 2017 var slutet på eran för den australiska fordonstillverkningsindustrin, då Holden som sista bilproducent upphörde med nyproduktion i Australien. Sedan 1 januari 2021 är Holden nedlagt.

## Modellprogram

### Historiska modeller
| - Holden 48-215 - Holden Adventra - Holden Belmont - Holden Brougham - Holden Camira - Holden Gemini - Holden Kingswood | - Holden Monaro - Holden Premier - Holden Special - Holden Standard - Holden Sunbird - Holden Torana |

### Aktuella modeller
| - Holden Astra (Opel Astra) - Holden Barina (Daewoo Kalos) - Holden Berlina - Holden Calais - Holden Caprice - Holden Captiva (Daewoo Windstorm/Chevrolet Captiva/Opel Antara) - Holden Commodore | - Holden Cruze (Chevrolet Cruze, tidigare Suzuki Ignis) - Holden Epica (Daewoo Tosca/Chevrolet Epica) - Holden Statesman - Holden Tigra (Opel Tigra) - Holden Viva (Daewoo Nubira) - Holden Zafira (Opel Zafira) |